# Maurice Sibille
Maurice Sibille, né le 21 mai 1847 à Nantes (Loire-Inférieure) et mort le 26 juillet 1932 à Paris (Seine), est un homme politique français, député sans discontinuer entre 1889 et mai 1932.

## Biographie
Marie Maurice Sibille est le fis d'Amable André Sibille, avoué, adjoint au maire de Nantes, et de Mary Ursule Wohrnitz. Maurice Sibille est reçu à l'École des mines, mais renonce à la carrière d'ingénieur pour devenir avocat. Adjoint au maire de Nantes, il est conseiller d'arrondissement en 1875 et conseiller général en 1880. Il est député de Loire-Inférieure de 1889 à 1932. Il s'intéresse d'abord au droit du travail, étant membre du conseil supérieur du travail. Il s'oriente ensuite sur les travaux publics, devenant rapporteur spécial de ce budget, puis président de la commission des travaux publics dans les années 1920. Il ne se représente pas en mai 1932 et meurt quelques semaines plus tard.
Il est enterré au cimetière Miséricorde à Nantes, le 30 juillet 1932 (carré G, allée est).
Il est le gendre de Charles-Pendrell Waddington.

## Hommage
Une rue de Nantes porte son nom.